# Slachtstraat
De Slachtstraat is een straat in het centrum van de Nederlandse stad Utrecht. Ze loopt met een lengte van zo'n 70 meter tussen de Telingstraat en de Lange Jansstraat.
De straat bestond mogelijk reeds omstreeks 1300. Bij de aanleg in 1580 van de Telingstraat bestond de Slachtstraat al. De straat werd ook wel onder meer Grote Slachtsteeg genoemd, in tegenstelling tot de Kleine Slachtsteeg even verderop. De panden op de nummers 2 en 5 zijn een monument. Rond 1969 is de straat in het noorden een aantal meters ingekort wegens de verbreding van de Lange Jansstraat. In die ontwikkeling zijn panden gesloopt, waarna er nieuwbouw verrees.